# Sierra de Guadalupe (Espagne)
Pour l’article homonyme, voir Sierra de Guadalupe.
Ne doit pas être confondu avec Montagnes Guadalupe.
La sierra de Guadalupe est un massif de montagnes en Espagne, situé au centre de l'Estrémadure, qui fait partie de la chaîne de montagnes des monts de Tolède.

## Géographie
Ses montagnes sont le résultat de l'érosion différentielle des rivières sur des matériaux anciens pliés, érodés et élevés en blocs lors de l'orogenèse alpine.
Cette élévation a réactivé le cycle d'érosion, qui a permis de réduire les matériaux les moins résistants et de laisser les pics les plus durs. Un autre facteur qui pourrait avoir contribué à l'aspect labyrinthique de ces chaînes de montagnes du type des Appalaches pourrait être le changement de direction du fleuve Guadiana qui, dans un passé lointain en se dirigeant ici, confluait probablement vers le Tage.
Les crêtes de quartzite et les zones de dépôts de blocs granitiques d'origine torrentielle ou glaciale ont conservé une grande biodiversité.
En outre, en raison de sa morphologie, plusieurs zones de la sierra de Guadalupe constituent des gisements fossiles d’un grand intérêt.
L'altitude maximale de la sierra de Guadalupe est de 1 603 mètres avec le sommet de Villuercas.